# Juan de Castilla y Enríquez
Juan de Castilla y Enríquez (Palencia, 1460 - ib., 1510) fue un eclesiástico y hombre de estado español.

## Biografía
Fue hijo de Sancho de Castilla y Fernández Bernal, ayo del príncipe don Juan, hijo a su vez de Pedro de Castilla y de Eril, descendiente del rey Pedro I; su madre fue Beatriz Enríquez Hurtado de Mendoza, hija de los señores de Almazán y hermana del conde de Monteagudo.
Estudió derecho en la universidad de Salamanca, donde más tarde fue rector de estudios y catedrático de derecho canónico durante un breve periodo. Canónigo de Palencia, su brillante carrera académica le permitió ganarse el favor de los Reyes Católicos, que lo nombraron deán de la catedral de Sevilla en 1487, y oidor del Consejo Real de Castilla en 1489. En 1494 es nombrado Obispo de Astorga, lo que le permite alcanzar actividades y responsabilidades mayores dentro del Consejo, llegando a ostentar su presidencia en algún momento hacia 1497. Al año siguiente es promovido al obispado de Salamanca, puesto en el que permanece hasta su muerte en 1510, siendo enterrado en la capilla mayor del convento de San Francisco de Palencia, cuya ampliación y reforma había patrocinado. 